# Demetria Washington
Demetria Washington (* 31. Dezember 1979) ist eine US-amerikanische Leichtathletin, deren Spezialdisziplin der 400-Meter-Lauf ist.

## Sportliche Erfolge
Washington nahm an den Weltmeisterschaften 2001 in Edmonton und 2003 in Paris/Saint-Denis teil, verpasste aber im 400-Meter-Einzelwettbewerb jeweils das Finale.
Ihren größten Erfolg feierte Washington 2003 bei den Weltmeisterschaften in Paris/Saint-Denis in der 4-mal-400-Meter-Staffel: Gemeinsam mit Me’Lisa Barber, Jearl Miles-Clark und Sanya Richards gewann sie in 3:22,63 min die Goldmedaille vor den Teams aus Russland (3:22,91 min) und Jamaika (3:22,92 min).

## Bestzeiten
- 200-Meter-Lauf – 22,89 s (2003)
- 400-Meter-Lauf – 51,05 s (2001)[1]